# Võeva
Võeva – wieś w Estonii, prowincji Rapla, w gminie Märjamaa.